# Trombidium holosericeum
Trombidium holosericeum som har flera svenska namn (sammetskvalster, bärkvalster och löpkvalster), är en kvalsterart som beskrevs 1758 av Carl von Linné. Kvalstret ingår i släktet Trombidium, och familjen Trombidiidae. Arten är reproducerande i Sverige.

## Dialektala namn
| Namn   | Trakt                        |
| ------ | ---------------------------- |
| Braae  | Norge                        |
| Bråde  | Västergötland (Skövde)       |
| Bråe   | Västergötland (Vadsbo härad) |
| Bråfrö | Östergötland                 |

## Etymologi
Bråde, bråe kommer från det franska dialektala broe med betydelsen 'skum', 'saliv', 'fradga'. Motsvarande ord i modern franska är brouée med betydelsen 'ånga', 'dimma'. Namnet har sitt ursprung i det skum som spottstritar omger sig med, så kallat grodspott.
Ett äldre vetenskapligt namn var Acarus terrestris ruber, där acarus (latin) kan härledas från grekiska ἀκαρής (akares) som betyder 'mycket liten'.

## Boskapssjukdom
Bråde på gräs som ätes av boskap ansågs på 1800-talet enligt folktron på sina håll orsaka trumsjuka.
Enligt folktro kan trumsjuka hos boskap botas genom att man mosar den första bråde man hittar på våren tillsammans med lite jord och ger detta att äta till djur som blivit sjuka.